# Sandeep Jangra
Sandeep Jangra (* 28. Februar 1988 in Haryana) ist ein ehemaliger indischer Squashspieler.

## Karriere
Sandeep Jangra begann seine professionelle Karriere im Jahr 2005 auf der PSA World Tour. Seine höchste Platzierung in der Weltrangliste erreichte er mit Rang 161 im Februar 2011. 2010 gewann er mit der Mannschaft die Bronzemedaille bei den Asienspielen. Im selben Jahr stand er im Kader der indischen Mannschaft bei den Commonwealth Games.

## Erfolge
- Asienspiele: 1 × Bronze (Mannschaft 2010)